# モザイクモール港北
モザイクモール港北（モザイクモールこうほく）は、神奈川県横浜市都筑区センター北駅前にある総合ショッピングセンター（SC）。

## 概要

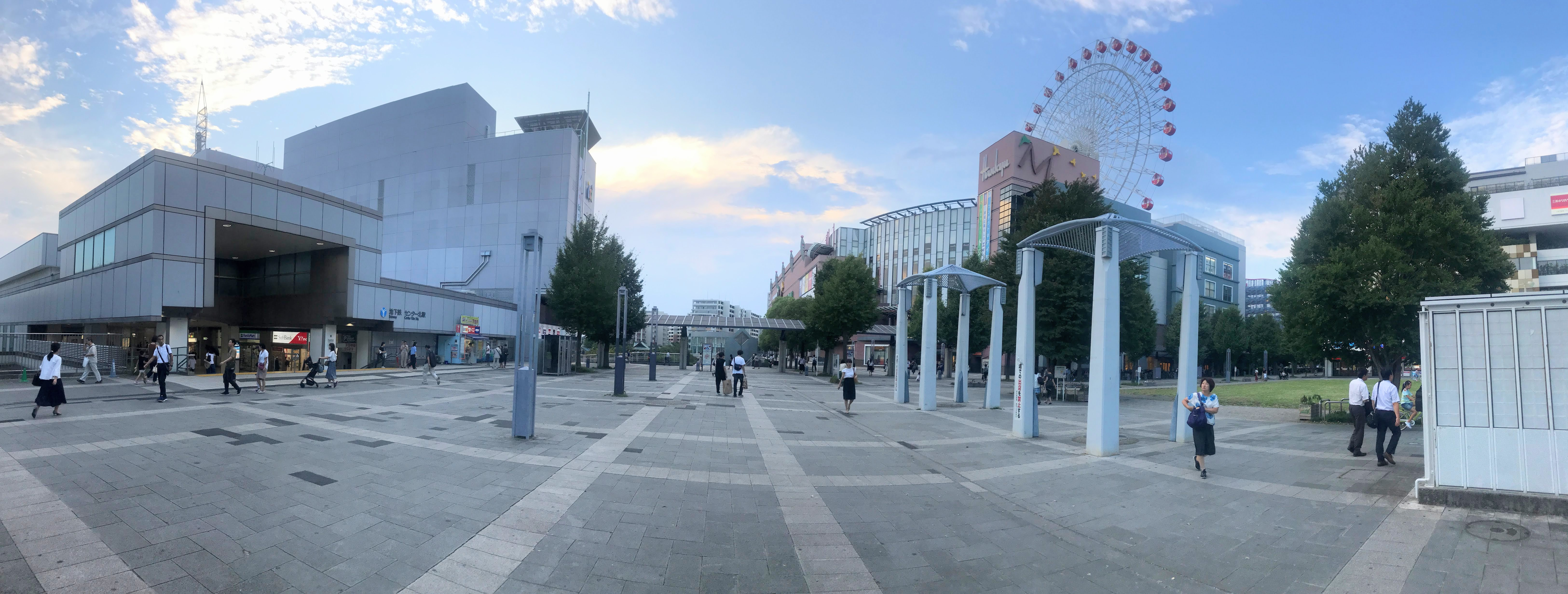
モザイクモールの周辺。

1965年から横浜市と住宅・都市整備公団（現・UR都市機構）が開発を進めた港北ニュータウンのセンター北駅前に整備されたSCで、港北ニュータウンセンター核施設の一つとなるセンター北駅前共同化義務地域において、地権者によって設立された、第一共同開発が建設する建物の商業核として、2000年3月17日に開業した。開業初日には約10万人の客を集めて順調な滑り出しを見せた。
SCのあるニュータウン北地区は、ニュータウン全体の中でも文化・教育施設が集まっている場所で、商業・業務施設をはじめ、歴史博物館や市民文化ホールなどが集積。センター地区の中でも文化の中心的位置づけにある。ニュータウンの商業地区は北と南の2ヶ所で、センター南には1998年4月に「港北東急百貨店S.C.（現・港北 TOKYU S.C.）」が、センター北には、駅ビルの「ショッピングタウンあいたい」が同時期にすでに開業していたほか、2007年4月にはノースポート・モールも開業している。
計画当初は、阪急百貨店のみで出店する予定だった。その後、量販店を加えた計画なども考えられたが、最終的には、全体を阪急グループで企画開発することになり、1997年に阪急百貨店が100%出資のモザイク開発（現・阪急商業開発）が設立され、開業にこぎつけた。SCは地下3階地上6階建て。都筑阪急を核店舗にテナント126店舗で構成され、屋上に設置の観覧車は、2022年にゴンドラの入れ替えなどリニューアルが行われた。
一時は売上の低迷をみせたが、近年は好調に推移している。核店舗の都筑阪急は赤字と見られているが低コスト運営などで黒字転換を目指す状況になっている。

### リニューアルを実施
2012年10月、開業以来初となる大規模改装を行い、都筑阪急のフロアは大幅に縮小。改装後は1階と地下1階のみでの営業となり、1階は40代女性を対象にしたファッションやギフト、地下1階は食料品のフロアとなった。一方、売り場面積が拡大した専門店は、港北ニュータウンへの流入が続く30代女性とその家族をターゲットとしたテナントが導入された。
2020年9月には、都筑阪急が食品に特化したことを受け、開業20周年を機に1階フロアにイートインや食物販が楽しめる「グランフードパーク」を先行オープン。翌年3月には、「H&M」などが入るワールドワイドなファッションゾーンも完成し、テナント数は154から170となった。
モザイクモール港北・都筑阪急では、ポイントカードサービスを実施しているが、阪急グループのポイントとは別である。

## 主な店舗
- ファッション
  - グリーンレーベルリラクシング
  - JINS
  - ムラサキスポーツ
  - ポロラルフ・ローレン
  - H&M[12]
  - coen[13]
  - コロンビア・スポーツウェア[14]
  - AZUL by moussy[15]
  - 西松屋 モザイクモール港北店[16]
  - Eddie Bauer[17]
- 雑貨
  - ハックドラッグ
  - 島村楽器
  - セリア
  - ヴィレッジヴァンガード
  - ブックファースト
  - アインズ＆トルペ[18]
- スクール
  - 東京音楽学院
- フード
  - そうてつローゼン モザイク港北店[19]
  - マクドナルド
  - 築地銀だこ
  - スターバックスコーヒー
  - モスバーガー
  - 鎌倉パスタ
  - 餃子の王将 モザイクモール港北店[20]
  - カルディコーヒーファーム[21]
  - サイゼリヤ
  - くら寿司[22]
- サービス・カルチャー
  - スタジオアリス
  - ほけんの窓口